# 1095 Tulipa
Tulipa (asteroide 1095) é um asteroide da cintura principal com um diâmetro de 31,52 quilómetros, a 2,9454778 UA. Possui uma excentricidade de 0,0257284 e um período orbital de 1 920,04 dias (5,26 anos).
Tulipa tem uma velocidade orbital média de 17,12990231 km/s e uma inclinação de 10,01796º.
Esse asteroide foi descoberto em 14 de Abril de 1926 por Karl Reinmuth.